# 量子力学
量子力学（、英: quantum mechanics）は、一般相対性理論と共に現代物理学の根幹を成す理論・分野。主として、分子や原子あるいはそれを構成する電子などを対象とし、その微視的な物理現象を記述する力学である。

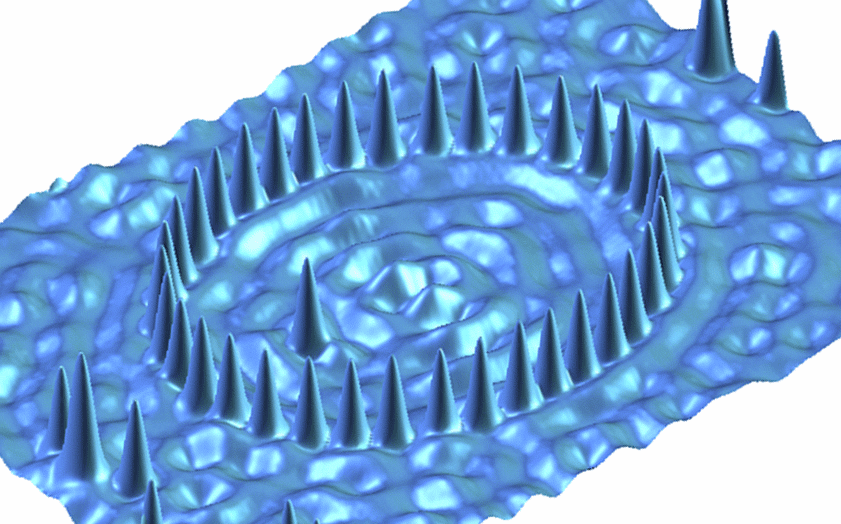
銅表面に楕円状に配置されたコバルト原子（走査型トンネル顕微鏡により観察）

量子力学自身は前述のミクロな系における力学を記述する理論だが、取り扱う系をミクロな系の無数の集まりとして解析することによって、巨視的な系を扱うこともできる。従来のニュートン力学などの古典論では説明が困難であった巨視的現象について、量子力学は明快な理解を与えるなどの成果を示してきた。例えば、量子統計力学は、そのような応用例の一つである。生物や宇宙のようなあらゆる自然現象も、その記述の対象となり得る。
代表的な量子力学の理論として、次の二つの形式が挙げられる。ひとつは、エルヴィン・シュレーディンガーによって創始されたシュレーディンガー方程式を基礎に置く波動力学である。もうひとつはヴェルナー・ハイゼンベルク、マックス・ボルン、パスクアル・ヨルダンらによって構成された、ハイゼンベルクの運動方程式を基礎に置く行列力学である。これらの二つの形式は、異なる表式を採用しているが、数学的には等価であり、どちらも自然に対する正しい理解を与える（考察する対象にとって利便なものが適宜使い分けられる）。
基礎科学において重要であるばかりでなく、現代の様々な応用科学や技術といった発展分野においても必須の分野である。
たとえば科学分野について、黒体放射（高温物体の電磁波放出・発光）の強度を定量的に説明することに成功した（#歴史）ほか、太陽表面の黒点が磁石になっている現象は、量子力学によって初めて解明された。
技術分野については、半導体を利用する電子機器の設計など、微細・微小な領域に関するテクノロジーのほとんどは、量子力学をその技術の基盤的理解として成立している。工学上の応用例として、パソコンや携帯電話、レーザーの発振器などは量子力学の応用で開発されている。電子工学も量子力学と不可分であり、特に超伝導は量子力学を基礎としてその現象を理解されている。このように量子力学の適用範囲の広さは、現代生活のあらゆる分野に及ぶほど非常に大きなものとなっている。

## 関連する研究領域
現代的な立場から量子論を俯瞰すると、基本変数として「粒子や剛体の古典力学と同じもの（たとえば位置と運動量）」を選んだ量子論を「量子力学」と呼んでいる。ここでは、スピンなどの古典論では足りないものは適宜新たな変数として補われている。一方、基本変数として「場とその時間微分または共役運動量」を選んだ量子論を場の量子論と呼ぶ。量子力学は、場の量子論を低エネルギー状態に限った時の近似形として得られる。
科学と工学（あるいは基礎と応用）の観点から研究領域をみたとき、量子力学を基礎とする応用理論一般を指して量子物理学と呼ぶことがある。これには物性物理学のほとんどの領域、素粒子物理学、核物理学など広範な分野が属する。また、工学的な側面が強調される研究については、量子工学と呼ぶ場合がある。ナノテクノロジー、半導体、超伝導素材の基礎または応用研究など、広範な分野が属する。以上に述べた通り、量子物理学や量子工学という言葉はいずれもかなり広範囲の領域を含み、具体的な研究対象を示す必要がある場合は、さらに詳細な学術分野を示す術語が用いられる。

## 基本的な要請
量子力学における基本的な要請とその数理的な表現について以下に述べる（これについては、フォン・ノイマン『量子力学の数学的基礎』以外にも、伏見康治が電子ファイルを公開している「確率論及統計論」で整理されている）。
シュレーディンガー方程式やハイゼンベルクの運動方程式によって量子力学的な問題を取り扱う場合においては、物理量は作用素（さようそ、英: operator）として扱われる。量子力学の個々の問題は、その基本方程式の解として得られる状態によって特徴付けられ、理解される。ここでは、測定され得る物理量の具体的な振る舞いは、対応する物理量の作用素をある状態に作用させることによって知ることができる。作用素は演算子とも呼ばれ、演算子によって記述される量子力学の様式は演算子形式と呼ばれる。作用素および状態が持つ一般的な性質は、それらが満たすべき物理的な要請によって与えられる。
量子力学においては、ある物理量の値が確定した状態をまず考える。このとき、その物理量に対する固有状態（こゆうじょうたい、英: eigenstate）と呼ぶ。固有状態は、物理量を表す作用素の固有関数（こゆうかんすう、英: eigenfunction）あるいは固有ベクトルとして記述される。物理量の値は、この固有関数（あるいは固有ベクトル）に対応する固有値（こゆうち、英: eigenvalue）に結び付けられる。ある物理量の値が確定しない状態も、以下のように固有状態を基盤に理解される。
ある系が取り得る物理量の値の確率分布は、具体的な系の状態によって決定される。この確率分布に関する規則はボルンの規則と呼ばれる。この系の状態はある物理量の固有状態の重ね合わせによって表すことができ、系に対して複数の物理量が与えられている場合は、それぞれの物理量に対して、その固有状態の線型結合によって系の状態を表すこともできる。
物理量作用素の固有値が実数であることや、状態の固有状態による展開が常に可能なことは、物理量に対応する作用素が自己共役作用素（じこきょうやくさようそ、英: self-adjoint operator）であることに集約される。量子力学では観測や測定が古典論にもまして重要な意味を持っているため、「物理量」というような抽象的な呼称の代わりにオブザーバブル（英: observable）、「観測可能なもの」と呼ぶことがある。量子力学において自己共役作用素となるべきものは、このオブザーバブルとされている。
ある物理量を測定し、その測定値を得た場合に、すぐさま同じ測定を続けて行うことを考えると、2回目の測定についてはその直前の測定によって、測定したい物理量に関するほとんど同時刻における完全な知識が得られている。そのため、2回目の測定値は1回目の測定値と必ず一致することが期待される。測定に関する状態の役割はボルンの規則によって規定されるべきであることから、この1回目の測定後の系の量子状態は、測定値に対応する固有状態になっていることが要求される。
このことは、系の状態を波動関数によって表せば、空間に広がっていた波動関数が測定によって、ディラックのデルタ関数のようなある一点に局在した形へと瞬間的に収縮することを示している。この現象は波束の収縮と呼ばれ、波束の収縮を起こすような測定は射影測定と呼ばれる。また上述の測定に関する仮定を射影仮説（しゃえいかせつ、英: projection postulate）と呼ぶ。
演算子形式の量子力学においては、閉じた有限自由度系の純粋状態を扱うにあたって、以下の5つを量子論の基本原理としている。
- 状態は、ある複素ヒルベルト空間の規格化されたベクトル（状態ベクトル）で表される。
- オブザーバブルは、複素ヒルベルト空間上の自己共役作用素で表される。
- ボルンの規則
- 状態ベクトルの時間発展は、シュレーディンガー方程式で表される。
- 射影仮説(波束の収縮)

ただし、量子力学の基本原理の表し方には、他に経路積分形式などもある。

## 古典力学との関係

### 相違点
量子力学における、古典力学（相対性理論やニュートン力学）や古典的な電磁気学との大きな違いとして、不確定性原理や相補性原理が挙げられる。観測行為とそれによって記述される物体や系の状態の取り扱いや、それによって要求される確率的な現象の記述は、古典論にはない相違である。事象が確率的にのみ記述されるということは、ニュートン力学などで成り立っていたような「強い意味での因果律」が成り立たないことを意味する。より詳細に言えば、量子力学において成り立つ因果律とは、シュレーディンガー方程式によって記述される波動関数の時間的変化が因果的であることをいう。量子力学では粒子が「波」として記述される一方で、光や電波のような電磁波（波としての性質をもちろん示す）にもまた粒子としての特徴も示されている（光量子仮説）。一般に観測に際しては、粒子性と波動性は同時には現れず、粒子的な振る舞いをみた場合には波動的な性質は失われ、逆に波動的な振る舞いをみる場合には粒子的な性質は失われている。
量子力学の応用例として古典論の未解決問題を明らかにした事例としては、原子の安定性や大きさの一様性、黒体放射におけるプランクの法則の説明や、多原子分子からなる気体の比熱容量の決定などが挙げられる。

### 古典対応
古典力学は、巨視的な極限をとった際の量子力学の近似理論であり、たとえば以下のような量子力学基礎方程式の近似によって古典論との対応関係がみられている。
1. いくつかの有力な模型で、プランク定数を 0 とみなせば古典力学に等価になる
2. シュレーディンガー方程式の期待値を取ることで、運動方程式が得られる
3. 一方、反対に古典力学における物理量を量子化することで量子力学が得られる

ボーアの対応原理
ボーアの対応原理により、古典力学は「プランク定数が充分小さな場合の量子力学の極限」として位置付けられている。
エーレンフェストの定理

ポテンシャルの空間微分（古典的には力に対応するもの）の空間的な変化がゆっくりで、波動関数の広がっている範囲で一定と近似できるならば、シュレーディンガー方程式の期待値を取ることで運動方程式が得られる。すなわち、位置の期待値と運動量の期待値が古典力学における運動方程式であるハミルトン方程式を満たす。

## 量子力学の解釈問題

### 量子力学と観測
量子力学では対象を状態の重ね合わせとして記述し、観測によって一つの状態がある確率で実現する。この枠組みは、それ以前までに育まれていた客観的実在を想定する決定論的記述を見直す契機となり、量子力学の解釈問題が重要なテーマとなった。閉じた系を扱う標準的な解釈では、量子力学は古典物理学とは異なり、対象とする量子系の外部に観測者（英: observer）を必要とする理論構成となっている。ここでは、観測者は人でも装置でもよく、量子系と観測者の境界は任意に設定できる。
コペンハーゲン解釈においては、観測が行われると、状態を記述する波動関数が一つの状態に収縮する。上記の標準解釈では、観測という行為がいつどのように量子系に影響を与えて、その状態が実現したのかについては定義されない。例えば、有名なシュレーディンガーの猫の思考実験では、観測とはどの時点のことを指すのか、粒子検出器が反応した時点なのか、毒ガスが発生した時点か、それを猫が見た時点か、箱が空けられた時点か、箱を開けた人が猫を見た時点か…、といったどの時点で観測が成立するのかは標準解釈では決まっていない。どの時点で観測が起きるのか、どこまでを量子系とするのかは、測定者が任意に設定できる。
一方で、アインシュタインは「量子力学では記述されていないが、実際にその状態を実現させた変数が存在するはずである」と主張した（局所的な隠れた変数理論）。隠れた変数理論は数学的に成り立たないことがフォン・ノイマンによって証明されたが、後に、その証明に使われた仮定に誤りがあることが分かった。ただし局所的な隠れた変数理論は、量子力学とは異なる結論を出すことがベルの不等式によって示され、実験検証によって棄却された。量子力学と同じ結論を出す、隠れた変数理論は存在するが、非局所的である（クラスター分解性を持たない）。

### 量子力学と意識
シュレディンガー方程式から状態の収縮を導くことができないことはフォン・ノイマンが証明した。すなわち、標準解釈には状態の収縮を引き起こす物理的機構がない。
ノイマンは、量子系と観測者の境界を、観測者の脳と「主観的な知覚」のあいだに置くこともできると論じた。ユージン・ウィグナーは状態の収縮は意識によって起きると主張し、これに関連して「ウィグナーの友人のパラドックス」を提出した。これはシュレーディンガーの猫の変形である。ここでは、毒ガス発生機はランプに置き換えられ、猫の代わりにウィグナーの友人を箱に入れる。箱の外の人間が「友人」から観測結果を知らされたとき、箱の外の人間が観測する時点で観測が行われたとすべきか、箱の中の「友人」が既に観測を行っているとすべきか。この思考実験は、観測を行う主体が「意識」を持つ人間であるか、あるいは猫であるか、あるいは無生物であるかによって、現象が区別されるのかという問題意識から生まれた。他に、ロジャー・ペンローズも意識や心と量子力学を関連させて論じている（量子脳理論）。ただし、量子力学と意識を結び付ける物理学者は少数派である。

## 量子力学と論理学
フォン・ノイマンらによる量子力学の形式化（量子力学の数学的基礎）に関連して、「観測」を命題とみなした量子論理もある。「観測」の性質を反映し、古典論理の法則のうち分配律が成り立たないなどの点で違いがある。

## 量子コンピュータ
計算機中の信号媒体の状態は、本来量子力学的に記述されるはずであり、0 または 1 の2値（1ビット）ではなく、 0 と 1 がそれぞれの確率で重ねあわされた途中の値を持つことがありうる。この量子論的な状態を1量子ビット (qubit) と呼ぶ。ここで複数のqubitを量子もつれ状態にすることにより、様々な数を表す状態がそれぞれの確率で重ね合わされた状態を実現することができる。量子もつれを壊さないユニタリー変換を活用してそれぞれの確率の重みを変化させることで演算を行うと、特定の問題について古典計算機では実現し得ない計算速度を実現できる。
この中には素因数分解も含まれており、Shorのアルゴリズムにより素因数分解を多項式時間で解けることが証明されている。RSA暗号は大きな桁数の素因数分解が事実上不可能である事を前提として成立しているため、楕円曲線暗号と離散対数問題も含めた前提を量子コンピュータが崩すことになっている。

## 歴史
量子論の直接的なはじまりは、黒体放射の分光放射輝度に関するマックス・プランクの研究に見られ、量子仮説を導入し統計力学からプランクの法則を再導出した1900年12月の論文を発表している。ただし、この時点では今日知られるような形式の量子力学は得られておらず、量子力学の数学的な取り扱いが整備されるのは1925年以降のヴェルナー・ハイゼンベルクの行列力学とエルヴィン・シュレーディンガーの波動力学の登場による。
20世紀初頭まで示されていた物理学の基礎は決定論で、物体の運動はある初期値に従って完全に定まると考えられていた。熱力学を力学の立場から説明する目的で、ルートヴィッヒ・ボルツマンらによって統計力学の理論も形成されていたが、その基礎は古典力学で、統計力学における確率的な事象は系の統計的な性質だった。
一方で、同じく20世紀の初頭に建設されていった量子力学は、次第に非決定論的な性格を帯びたものであることも示され、量子力学が真に非決定論であるか、あるいは量子力学に変わる決定論的な理論が存在し得るかなどといった議論が生じ、量子力学の理論形式の解釈をめぐり論争が展開された。量子力学が形成される初期において、従来のニュートン力学や相対性理論と異なり、物体が時空上に定まった軌道をとらないが、実験においてはウィルソンの霧箱などを利用することで粒子の軌跡を知ることができ、見かけ上は古典的な運動が実現されていることが指摘された。この粒子の飛跡を説明する過程で、ハイゼンベルクにより不確定性原理が発見され、粒子の飛跡の問題について正当性のある物理的解釈が得られるようになった。不確定性原理によれば、物体の位置と運動量の両方を定めることができず、位置を精度よく定めるほど、運動量を正確には決定できなくなる。しかし、位置と運動量の不確定性の積はプランク定数程度の大きさになり、霧箱の実験においては位置と運動量を充分な精度で測定することができ、粒子が連続的に運動しているように見えることについて説明付けられている。
ハイゼンベルクによって示された不確定性関係の解釈や適用範囲についても議論が続けられている。ニールス・ボーアとアルベルト・アインシュタインの討論では、ベルギーのブリュッセルにおいて1927年10月24日に開かれた第5回ソルヴェイ会議を始まりに、1940年代の末まで断続的に続けられた。この議論の中では1935年にアインシュタインらによる実在性の定義が提示され、量子力学における実在性と局所性の研究が行われるきっかけとなっている。

### 前期量子論
前期量子論（ぜんきりょうしろん）とは古典力学（統計力学）の時代から、ハイゼンベルク、シュレーディンガー等による本格的な量子力学の構築が始まるまでの、過渡期に現れた量子効果に関しての一連の理論をいう。
量子力学成立以前の物理学において、物体の運動はニュートンの運動方程式によって説明されていた。18世紀に産業革命がはじまるとニュートン力学はただちに機械工学に応用されはじめた。毛織物などの軽工業、鉱山での採掘などで用いるために蒸気機関が発明されると、熱機関の改良にともなって熱力学が発展した。やがて、ニュートン力学によって熱力学を説明する試みによって初期の統計力学が構築された。また、19世紀になって電磁気現象の理論体系が形成され、光学的現象は空間の成す電磁場の振動、すなわち電磁波によって説明されるようになった。
産業革命がやがて製鉄などの重工業に広がりをみせるとグスタフ・キルヒホフは溶鉱炉の研究から1859年に黒体放射を発見した。黒体放射のスペクトルの理論的研究は、統計力学と結びつくことによって量子力学の基礎となる理論を与え、最終的にマックス・プランクによってプランク分布が発見された（エネルギー量子仮説、1900年発表）。物理的に黒体放射をプランク分布で説明するためには、黒体が電磁波を放出する（電気双極子が振動する）ときの振動子のエネルギーが離散的な値をとることを仮定とされている（量子化の概念、プランク定数の導入。詳細は黒体放射の項を参照）。
マイケル・ファラデーやカール・フリードリヒ・ガウスが幾何学的考察から見出した電磁力に関する法則をジェームズ・クラーク・マクスウェルが1864年にマクスウェルの方程式としてまとめ、電磁波の存在を予想した。この予想に基づいて1887年にハインリヒ・ヘルツが電磁波の実証実験に成功し、無線の発明の基礎を与えた。さらに、この実験の中で後の量子力学の端緒のひとつとなった光電効果を発見した。光電効果はその後フィリップ・レーナルトらによって実験的研究が進められた。
1905年にアルベルト・アインシュタインは、プランクの用いた量子化の概念を用いて、電磁波に粒子としての性質があること（光量子仮説）を発表した。1923年にアーサー・コンプトンが電子によるX線の散乱においてコンプトン効果を発見したことで有力な証拠を得た（詳細は光量子仮説の項を参照）。
1924年にルイ・ド・ブロイは、アインシュタインが1905年に発表した光量子仮説に基いて、光が粒子のように振る舞うように、物質も波のように振る舞うという仮説を立て、粒子の運動量と物質波の波長を結びつけた。ド・ブロイの仮説の正当性は後に、1927年のデイヴィソン＝ガーマーの実験によって示された。金属結晶による電子線の回折を確認する実験は、クリントン・デイヴィソンとレスター・ガーマーらの他に、1927年にジョージ・パジェット・トムソンによっても行われており、デイヴィソンとパジェット・トムソンはこの功績により1937年のノーベル物理学賞を得ている。1928年には日本の菊池正士も雲母の薄膜による電子線の干渉現象を観察し、電子が波動性をもっていることを示している。
原子モデルおよび元素のスペクトルについての議論も量子力学に重要な知見を与え、ファラデーが電気分解の実験によってイオンの存在を指摘し、やがて荷電粒子によって原子が構成されていることが認められるようになった。
1911年、アーネスト・ラザフォードは、ガイガー＝マースデンの実験から得られた結果を元に、ラザフォードの原子模型として新たな原子構造のモデルを提案した。1911年の論文においてラザフォードは、ガイガーとマースデンによって行われた散乱実験について検討し、原子は中心に集中した小さな原子核とその周囲を回る電子によって構成されると結論した。ただし、ラザフォードのモデルは既存の電磁気学と古典力学から得られる結論と両立せず、古典的な電気力学の定理をラザフォードの原子に適用すると、原子核によって加速された電子は、そのエネルギーと運動量を電磁波として放出して失うから、結果的に原子は速やかに崩壊してしまうことが指摘された。
1913年、ニールス・ボーアはラザフォードらによって得られた原子構造と、それ以前から報告されていた原子のスペクトル線に関する結果から、原子に束縛された電子はある定常状態にあって、定常状態の電子は電磁波を放出せず、原子のスペクトル線の周波数は電子が異なる定常状態へ遷移する際に生じるエネルギー準位の差によって決定される、という仮定を導き出した。このモデルはボーアの原子模型と呼ばれている。ボーアは定常状態に関する仮定から、水素原子の問題に関する量子条件を得た。この量子条件はボーアの量子条件（英: Bohr's quantum condition）と呼ばれ、原子の定常状態が実現し得るためには水素原子核の周りを運動する束縛電子の角運動量が換算プランク定数の整数倍になっていなければならず、後にド・ブロイの物質波を導入することで電子波が軌道上で定常波を成す条件とされるようになった。
1915年から1916年にかけてアルノルト・ゾンマーフェルトによってボーアの方法が拡張された。ゾンマーフェルトによる量子条件はボーア＝ゾンマーフェルトの量子化条件として知られる。ゾンマーフェルトはボーアの理論をニュートン力学の形式から解析力学の正準形式に置き換え、一つのエネルギー準位に対して、ボーアの円軌道の他に楕円軌道をとる束縛電子が存在することが示された。これにより磁場中の原子のスペクトルが分裂するという正常ゼーマン効果は、同じエネルギー準位を持つ異なる電子軌道が、磁場によって別々のエネルギー準位を持つことが判明した。
ボーアのモデルについて、1917年にアルベルト・アインシュタインが原子核崩壊からの類推によって電子・原子核系である原子の状態遷移が確率的に起こるというモデルを導入した。アインシュタインは、自身のモデルと古典的な統計力学を組み合わせることにより、原子集団の熱放射のエネルギー分布としてプランクの公式が得られることを示した。
1920年、ゾンマーフェルトはアルカリなどにおけるスペクトルの多重構造と異常ゼーマン効果を説明するために、角運動量に関する半整数の量子数を新たに導入した。この原子が持つ新たな角運動量を説明する理論として、原子の芯が角運動量を持つというモデルが考案された。1921年にアルフレート・ランデはこの磁気芯モデルに基いて量子論的な角運動量の合成則を導き、また1923年には異常ゼーマン効果を与える公式を導いた。異常ゼーマン効果を説明するにあたり、ランデはg因子と呼ばれる因子を導入し、その値が正確に「2」であることを述べた。
一方でヴォルフガング・パウリは磁気芯モデルのように原子の芯が角運動量を持つのではなく、軌道電子が持つ非古典的「2」値性によって異常ゼーマン効果が起こるという見方を示し、1924年12月に排他原理と呼ばれる量子論の非古典的な原理を得た。このパウリの「2」値性について、1925年にラルフ・クローニッヒは電子の自転と結びつけるアイデアを示したが、パウリはクローニッヒのモデルを非現実的なものとして受け入れなかった（電子が古典的な自転運動をするというモデルには、電子が自転する際に持つべき角運動量の大きさを実現するためには電子表面の速度が光速を超えていなければならないという困難があった）。1925年、サミュエル・ハウシュミットとジョージ・ウーレンベックはクローニッヒと同様の電子の自転モデルを考え、「電子は軌道角運動量の他に量子化された角運動量を持ち、ある方向について上向きと下向きの 2 つの自由度を持つ」とし、磁気芯モデルに基づくランデの計算の再評価を行った。
この電子が持つ新たな角運動量はスピン角運動量と呼ばれている。1921年に磁気モーメントの量子化を確認する目的で行われたシュテルン＝ゲルラッハの実験において、不均一磁場を通した銀原子線が2つに分岐する現象はこのスピン角運動量の自由度によって説明されている。

### 量子力学の完成

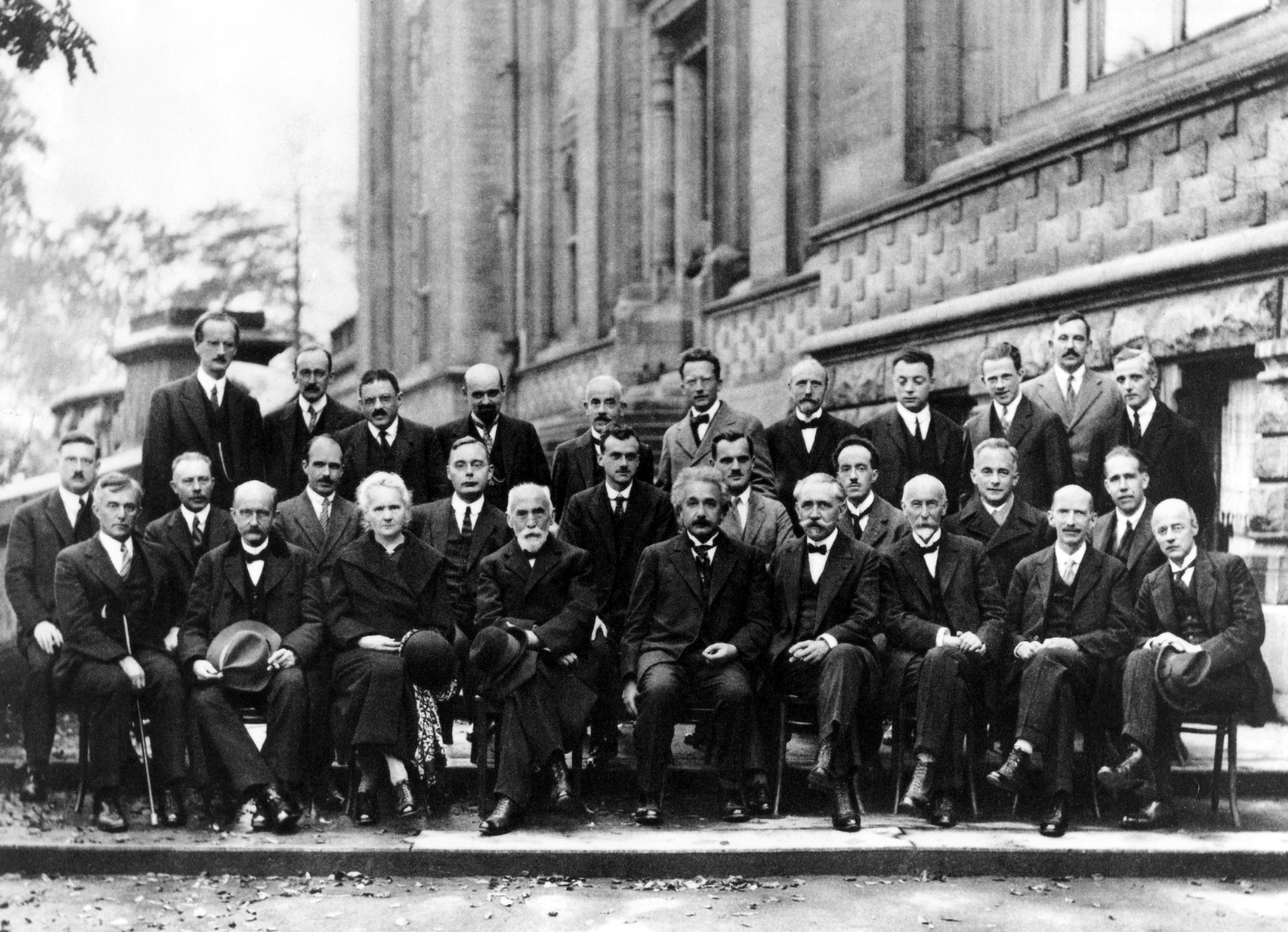
量子力学の発展に貢献した科学者達。第5回ソルベー会議（1927年）にて。

1925年にヴェルナー・ハイゼンベルクが最初の統一的な量子力学の理論として、それまでの量子論における状態の遷移に関する規則を一般化し、位置のような運動学的な量と、運動量のような力学的な量を結びつけた。このハイゼンベルクの方法は、マックス・ボルンとパスクアル・ヨルダン、ポール・ディラック、そしてハイゼンベルク自身によって発展され、同年の1925年に行列力学として定式化された。ハイゼンベルクらによって、量子力学は非可換代数として認識されるようになった。
ド・ブロイが提案した物質波の概念を発展させる試みから、ピーター・デバイの指摘に促され、シュレーディンガーは1926年にシュレーディンガー方程式に至った。同じく1926年に、シュレーディンガーはハイゼンベルクらによる行列力学と自身の波動力学の対応関係を示し、両者の理論が数学的に等価であることを示した。シュレーディンガーによって、ド・ブロイが描いた物質の波動的描像が明確に示された。しかし、当初ド・ブロイやシュレーディンガーが思い描いたような空間に広まった物質の波動という描像は、波動関数が配位空間上を動く波であって実空間上の波動ではないことなどから否定的にも見られている。
1926年のシュレーディンガーの発表を受けて、ボルンは同じ年に波動関数の確率解釈を提示した。ボルンが示した要請はボルンの規則と呼ばれている。
ハイゼンベルクらによって発展された行列力学と、シュレーディンガーらによって形成された波動力学は、いずれも演算子形式の非相対論的量子力学における特別な形式の一つである。時間発展の役割を演算子に負わせた形式をハイゼンベルク描像といい、ハイゼンベルク描像における量子力学の基本方程式をハイゼンベルクの運動方程式と呼ぶ。同様に状態ベクトルの時間発展として量子系を描く描像をシュレーディンガー描像といい、シュレーディンガー描像における基本方程式をシュレーディンガー方程式と呼ぶ。あるいは、状態ベクトルを固有状態で展開した際、その固有状態の係数として現れる波動関数の時間発展方程式もシュレーディンガー方程式と呼ばれる。本来、シュレーディンガーが見出した形式は波動関数に関するものである。
1927年にはハイゼンベルクによって不確定性原理が示された。ボーアは、不確定性原理を基礎として量子力学の物理的解釈を構築し、相補性の概念を導入することで量子力学の物理的な基礎づけを試みた。ボーアに始まる、不確定性と確率解釈を統合する物理的な描像はコペンハーゲン解釈とされている。量子力学の解釈については大きな議論も巻き起こり、確率解釈を嫌ったアインシュタインは「神はサイコロを振らない」とした。
ハイゼンベルクやシュレーディンガーらによって示された量子力学は非相対論的な理論で、相対論的な量子力学の定式化はシュレーディンガーが波動力学を模索するにあたり、非相対論的理論を構築する以前に試みられていたが、既存の結果に一致するものは得られていなかった。相対論的な形式として、1926年にクライン＝ゴルドン方程式が示されたが、クライン＝ゴルドン方程式はスピン角運動量を含まず、波動関数の確率解釈を適用するには、確率が負になるという困難があった。
1928年の1月にポール・ディラックはクリフォード代数を導入することにより、確率が負にならない相対論的量子力学を構成した。ディラックが導いた方程式はディラック方程式と呼ばれている。
また、ディラックは1939年にブラ-ケット記法を導入した。ディラックに因みブラ-ケット記法はディラック記法（英: Dirac notation）とも呼ばれている。ブラ-ケット記法とは、ヒルベルト空間のようなある空間上の状態ベクトルをケット（英: ket）、その双対空間上のベクトルをブラ（英: bra）で表す記法のことで、ブラとケットの自然な積として波動関数の内積などを簡潔かつ視覚的に示す目的で利用される。
ジョン・フォン・ノイマンらにより、量子力学の数学的に厳密な形式化（基礎）が確立された（『量子力学の数学的基礎』(1932) 他）。

### 量子力学の完成以降の発展と応用
量子力学の定式化が行われるようになって、現代物理学では量子力学とアインシュタインの相対性理論が最も一般的な物理学の基礎理論であると考えられるようになった。その後、電磁相互作用、重力相互作用を量子力学に組み込むことが求められるようになった。それぞれ、特殊相対性理論や一般相対性理論と量子力学の橋渡しをしてひとつの定式化された理論を目指すことに相当する。
1950年代にリチャード・ファインマン、フリーマン・ダイソン、ジュリアン・シュウィンガー、朝永振一郎らによって量子電磁力学が構築された。量子電磁力学（りょうしでんじりきがく、英: Quantum electrodynamics: QED）とは、電子を始めとする荷電粒子間の電磁相互作用を量子論的に記述する理論である。一方、量子力学と一般相対性理論を合わせた理論（量子重力理論）は、いまだ完成されていない。
さらに素粒子物理学の発展によって従来考えられていなかった電磁力や重力以外の基本相互作用が認められるようになった。量子色力学が研究されるようになり、1960年代初頭から始まる。今日知られる様な理論はデイヴィッド・ポリツァー、デイヴィッド・グロス、フランク・ウィルチェックらにより1975年に構築された。すべての基本相互作用を含む大統一理論の探求がおこなわれている。
これまでに、シュウィンガー、南部陽一郎、ピーター・ヒッグス、ジェフリー・ゴールドストーンらと他大勢の先駆的研究に基づき、シェルドン・グラショー、スティーヴン・ワインバーグ、アブドゥッサラームらは電磁気力と弱い力が単一の電弱力で表されることを独立に証明している（電弱理論）。
量子力学の成立によって物性物理学の発展に基づいた現代の工学の発展は可能になった。今日のIT社会ないし情報化社会と呼ばれる状況を成立させている電子工学も、半導体技術などが量子力学をその基盤としている。量子力学はまた化学反応の現代的な記述を可能にし、量子化学の分野が発展した。